# F1品種
F1品種（也寫作F1品種）指的是不同植物雜交產生的第一子代，在其之後的品種則依次稱為F2、F3品種，但不同於F1品種的是，F2等品種的基因穩定性變差，從而喪失許多F1品種具有的顯性特征。
在動植物雜交過程中，F1品種的父母通常屬於一個近交系，如騾即馬和驢產生的F1品種。

## 外部連接
- Richard A. Grazzini. . . 1997  [2018-09-23]. （原始内容存档于2018-06-19）.
- . United States Department of Agriculture.   [2018-09-23]. （原始内容存档于2018-11-11）.